# (4712) Iwaizumi
(4712) Iwaizumi est un astéroïde de la ceinture principale.

## Description
(4712) Iwaizumi est un astéroïde de la ceinture principale. Il fut découvert le 25 août 1989 à Kitami par Kin Endate et Kazuro Watanabe. Il présente une orbite caractérisée par un demi-grand axe de 3,15 UA, une excentricité de 0,14 et une inclinaison de 12,2° par rapport à l'écliptique.

## Compléments